# Росса (коммуна)
Росса (итал. Rossa) — коммуна в Италии, располагается в регионе Пьемонт, в провинции Верчелли.
Население составляет 185 человек (2008 г.), плотность населения составляет 17 чел./км². Занимает площадь 11 км². Почтовый индекс — 13020. Телефонный код — 0164.
В коммуне 15 августа особо празднуется Успение Пресвятой Богородицы.

## Демография
Динамика населения:

## Администрация коммуны
- Официальный сайт: